# 森治嗣
森 治嗣（もり みちつぐ、1951年 - ） は、日本の原子力工学者・神職。北海道大学教授・日本原子力学会副会長・日本混相流学会会長・日本伝熱学会副会長などを歴任。

## 人物・経歴
南相馬市の1200年続く宮司の家に生まれる。自身も東北大学在学中に神職資格を取得した。1976年東北大学工学部原子核工学科卒業。1978年東北大学大学院工学研究科原子核工学専攻博士課程前期修了。1981年東北大学大学院工学研究科原子核工学専攻博士課程後期修了、工学博士、石川島播磨重工業入社。
1987年からマサチューセッツ工科大学原子力工学科客員研究員を務めたのち、東京電力に入社し、東京電力技術開発研究所部長兼主席研究員に就任。2008年東京工業大学原子炉工学研究所非常勤講師。2011年明治大学理工学部客員教授、日本伝熱学会副会長。2012年北海道大学大学院工学研究院教授。
2014年日本混相流学会会長。2015年北海道大学大学院工学研究院特任教授、日本原子力学会副会長。2016年日本機械学会北海道支部長。2020年北海道大学大学院工学研究院応用量子科学部門招へい教員。原子炉工学、原子力システム及び安全工学、熱流体工学専攻。

## 受賞歴
- 1998年 日本原子力学会賞技術賞[3]
- 2002年 日本原子力学会賞技術賞[3]
- 2005年 日本機械学会賞[3]
- 2009年 日本原子力学会熱流動部会業績賞[3]
- 2011年 日本機械学会熱工学部門功績賞[3]
- 2017年 日本伝熱学会名誉会員[3]
- 2017年 日本機械学会動力エネルギーシステム部門功績賞[3]
- 2017年 日本機械学会功労表彰[3]
- 2021年 日本原子力学会賞学術業績賞[8]